# تفجيرات كادونا 2012
تفجيرات كادونا 2012 وقع تفجير انتحاري بسيارة مفخخة في قداس يوم عيد الفصح في مدينة كادونا في نيجيريا في 8 أبريل 2012 استهدف المسيحيين. تم الإبلاغ عن مقتل ما لا يقل عن 38 شخصًا. وسقطت الشكوك على بوكو حرام التي أُلقي عليها اللوم في مئات عمليات القتل في البلاد في عام 2012 وحده.

## التفاصيل
وضرب الانفجار مدينة كادونا عاصمة ولاية كادونا، تاركًا دراجات نارية متفحمة وأنقاض متناثرة عبر طريق رئيسي في المدينة حيث يتجمع الكثيرون لتناول الطعام في مطاعم غير رسمية وشراء البنزين من السوق السوداء. تحطمت نوافذ الفنادق والمنازل المجاورة وتطايرت أسقفها بفعل قوة الانفجار القوي الذي اجتاح مجموعة من رجال التاكسي على الدراجات النارية.
ألحق الانفجار الضرر بالكنيسة الدولية للجمعيات المسيحية لجميع الأمم المجاورة وكنيسة الإكوا جود نيوز بينما كان رواد الكنيسة يصلون في قداس عيد الفصح، وحاولت السيارة المفخخة الدخول إلى مجمع الكنائس قبل أن تنفجر، ولكن تم حظرها بواسطة حواجز في في الشارع وتم إبعاده من قبل أحد حراس الأمن عند اقتراب الشرطة.
قال القس جوشوا راجي: «كنا في صلاة القداس، وكنت أحضر شعبي وفجأة سمعنا ضجيجًا عاليًا حطم جميع نوافذنا وأبوابنا ، ودمر جماهيرنا وبعض معداتنا في الكنيسة».

## المسؤولية
بينما لم يعلن أحد مسؤوليته عن الهجوم على الفور، سقطت الشكوك على الفور على جماعة متطرفة متهمة بمئات القتل في الدولة الغنية بالنفط هذا العام وحده. يخشى البعض أن الهجوم قد يزيد من تأجيج التوترات حول كادونا، وهي منطقة تقع على الخط الفاصل بين الجنوب النيجيري الذي تسكنه أغلبية مسيحية والشمال المسلم.